# Молодіжна збірна Австралії з футболу
Молодіжна збірна Австралії з футболу — національна молодіжна футбольна збірна Австралії, що складається у залежності від турніру із гравців віком до 19 або до 20 років. Вважається основним джерелом кадрів для підсилення складу основної збірної Австралії. Керівництво командою здійснює Футбольна федерація Австралії.
Команда має право участі у Юнацькому кубку Азії до 19 років, у випадку успішного виступу на якому може кваліфікуватися на молодіжний чемпіонат світу до 20 років. Також може брати участь у товариських і регіональних змаганнях, зокрема у Юнацькому чемпіонаті АФФ з футболу (U-19), молодіжній першості серед країн, що входять до Федерації футболу АСЕАН.
До 2006 року, в якому Футбольна федерація Австралії ухвалила рішення приєднатися до Азійської футбольної конфедерації, вона була членом футбольної конфедерації Океанії, і молодіжна збірна Австралії була регулярним учасником молодіжних чемпіонатах ОФК, майже незмінно виходячи переможцем цього змагання (12 перемог протягом 1978—2005 років при 13 участях).

## Виступи на міжнародних турнірах

### Чемпіонат світу U-20
| Статистика молодіжних чемпіонатів світу | Статистика молодіжних чемпіонатів світу | Статистика молодіжних чемпіонатів світу | Статистика молодіжних чемпіонатів світу | Статистика молодіжних чемпіонатів світу | Статистика молодіжних чемпіонатів світу | Статистика молодіжних чемпіонатів світу | Статистика молодіжних чемпіонатів світу | Статистика молодіжних чемпіонатів світу |
| Рік                                     | Результат                               | Місце                                   | І                                       | В                                       | Н                                       | П                                       | Г+                                      | Г-                                      |
| --------------------------------------- | --------------------------------------- | --------------------------------------- | --------------------------------------- | --------------------------------------- | --------------------------------------- | --------------------------------------- | --------------------------------------- | --------------------------------------- |
| 1977                                    | не брала участь                         | не брала участь                         | не брала участь                         | не брала участь                         | не брала участь                         | не брала участь                         | не брала участь                         | не брала участь                         |
| 1979                                    | не брала участь                         | не брала участь                         | не брала участь                         | не брала участь                         | не брала участь                         | не брала участь                         | не брала участь                         | не брала участь                         |
| 1981                                    | чвертьфінали                            | 7-е                                     | 4                                       | 1                                       | 2                                       | 1                                       | 6                                       | 6                                       |
| 1983                                    | груповий етап                           | 9-е                                     | 3                                       | 1                                       | 1                                       | 1                                       | 4                                       | 4                                       |
| 1985                                    | груповий етап                           | 11-е                                    | 3                                       | 0                                       | 2                                       | 1                                       | 2                                       | 3                                       |
| 1987                                    | груповий етап                           | 12-е                                    | 3                                       | 1                                       | 0                                       | 2                                       | 2                                       | 6                                       |
| 1989                                    | не кваліфікувалася                      | не кваліфікувалася                      | не кваліфікувалася                      | не кваліфікувалася                      | не кваліфікувалася                      | не кваліфікувалася                      | не кваліфікувалася                      | не кваліфікувалася                      |
| 1991                                    | четверте місце                          | 4-е                                     | 6                                       | 5                                       | 0                                       | 1                                       | 6                                       | 3                                       |
| 1993                                    | четверте місце                          | 4-е                                     | 6                                       | 3                                       | 0                                       | 2                                       | 8                                       | 9                                       |
| 1995                                    | чвертьфінали                            | 7-е                                     | 4                                       | 1                                       | 1                                       | 2                                       | 6                                       | 6                                       |
| 1997                                    | 1/8 фіналу                              | 10-е                                    | 4                                       | 2                                       | 1                                       | 1                                       | 5                                       | 4                                       |
| 1999                                    | груповий етап                           | 18-е                                    | 3                                       | 1                                       | 0                                       | 2                                       | 4                                       | 8                                       |
| 2001                                    | 1/8 фіналу                              | 16-е                                    | 4                                       | 1                                       | 1                                       | 2                                       | 3                                       | 8                                       |
| 2003                                    | 1/8 фіналу                              | 10-е                                    | 4                                       | 2                                       | 1                                       | 1                                       | 6                                       | 5                                       |
| 2005                                    | груповий етап                           | 20-е                                    | 3                                       | 0                                       | 2                                       | 1                                       | 2                                       | 5                                       |
| 2007                                    | не кваліфікувалася                      | не кваліфікувалася                      | не кваліфікувалася                      | не кваліфікувалася                      | не кваліфікувалася                      | не кваліфікувалася                      | не кваліфікувалася                      | не кваліфікувалася                      |
| 2009                                    | груповий етап                           | 23-є                                    | 3                                       | 0                                       | 0                                       | 3                                       | 2                                       | 8                                       |
| 2011                                    | груповий етап                           | 21-е                                    | 3                                       | 0                                       | 1                                       | 2                                       | 4                                       | 9                                       |
| 2013                                    | груповий етап                           | 21-е                                    | 3                                       | 0                                       | 1                                       | 2                                       | 3                                       | 5                                       |
| 2015                                    | не кваліфікувалася                      | не кваліфікувалася                      | не кваліфікувалася                      | не кваліфікувалася                      | не кваліфікувалася                      | не кваліфікувалася                      | не кваліфікувалася                      | не кваліфікувалася                      |
| 2017                                    | не кваліфікувалася                      | не кваліфікувалася                      | не кваліфікувалася                      | не кваліфікувалася                      | не кваліфікувалася                      | не кваліфікувалася                      | не кваліфікувалася                      | не кваліфікувалася                      |
| 2019                                    | не кваліфікувалася                      | не кваліфікувалася                      | не кваліфікувалася                      | не кваліфікувалася                      | не кваліфікувалася                      | не кваліфікувалася                      | не кваліфікувалася                      | не кваліфікувалася                      |
| 2023                                    | не кваліфікувалася                      | не кваліфікувалася                      | не кваліфікувалася                      | не кваліфікувалася                      | не кваліфікувалася                      | не кваліфікувалася                      | не кваліфікувалася                      | не кваліфікувалася                      |
| 2025                                    | кваліфікувалася                         | кваліфікувалася                         | кваліфікувалася                         | кваліфікувалася                         | кваліфікувалася                         | кваліфікувалася                         | кваліфікувалася                         | кваліфікувалася                         |
| Усього                                  | 16/24                                   | 4-е                                     | 56                                      | 16                                      | 15                                      | 25                                      | 63                                      | 89                                      |

### Юнацький (U-19) кубок Азії з футболу
| Статистика на юнацьких кубках Азії | Статистика на юнацьких кубках Азії | Статистика на юнацьких кубках Азії | Статистика на юнацьких кубках Азії | Статистика на юнацьких кубках Азії | Статистика на юнацьких кубках Азії | Статистика на юнацьких кубках Азії | Статистика на юнацьких кубках Азії | Статистика на юнацьких кубках Азії |
| Рік                                | Результат                          | Місце                              | І                                  | В                                  | Н                                  | П                                  | Г+                                 | Г-                                 |
| ---------------------------------- | ---------------------------------- | ---------------------------------- | ---------------------------------- | ---------------------------------- | ---------------------------------- | ---------------------------------- | ---------------------------------- | ---------------------------------- |
| 2006                               | чвертьфінали                       | 7-е                                | 4                                  | 2                                  | 0                                  | 2                                  | 6                                  | 4                                  |
| 2008                               | півфінали                          | 3-є                                | 5                                  | 3                                  | 1                                  | 1                                  | 6                                  | 6                                  |
| 2010                               | віце-чемпіон                       | 2-е                                | 6                                  | 4                                  | 1                                  | 1                                  | 15                                 | 6                                  |
| 2012                               | півфінали                          | 4-е                                | 5                                  | 2                                  | 2                                  | 1                                  | 6                                  | 4                                  |
| 2014                               | груповий етап                      | 9-е                                | 3                                  | 1                                  | 2                                  | 0                                  | 3                                  | 2                                  |
| 2016                               | груповий етап                      | 11-е                               | 3                                  | 1                                  | 1                                  | 1                                  | 3                                  | 3                                  |
| 2018                               | чвертьфінали                       | 6-е                                | 4                                  | 1                                  | 2                                  | 1                                  | 5                                  | 6                                  |
| 2020                               | Кваліфікувалася                    | Кваліфікувалася                    | Кваліфікувалася                    | Кваліфікувалася                    | Кваліфікувалася                    | Кваліфікувалася                    | Кваліфікувалася                    | Кваліфікувалася                    |
| Усього                             | 7/7                                | 0 перемог                          | 30                                 | 14                                 | 9                                  | 7                                  | 44                                 | 31                                 |

### Молодіжний чемпіонат ОФК
| Статистика на молодіжних чемпіонатах ОФК | Статистика на молодіжних чемпіонатах ОФК | Статистика на молодіжних чемпіонатах ОФК | Статистика на молодіжних чемпіонатах ОФК | Статистика на молодіжних чемпіонатах ОФК | Статистика на молодіжних чемпіонатах ОФК | Статистика на молодіжних чемпіонатах ОФК | Статистика на молодіжних чемпіонатах ОФК | Статистика на молодіжних чемпіонатах ОФК |
| Рік                                      | Результат                                | Місце                                    | І                                        | В                                        | Н                                        | П                                        | Г+                                       | Г-                                       |
| ---------------------------------------- | ---------------------------------------- | ---------------------------------------- | ---------------------------------------- | ---------------------------------------- | ---------------------------------------- | ---------------------------------------- | ---------------------------------------- | ---------------------------------------- |
| 1974                                     | не брала участь                          | не брала участь                          | не брала участь                          | не брала участь                          | не брала участь                          | не брала участь                          | не брала участь                          | не брала участь                          |
| 1978                                     | переможець                               | 1-е                                      | 3                                        | 3                                        | 0                                        | 0                                        | 16                                       | 2                                        |
| 1980                                     | віце-чемпіон                             | 2-е                                      | 3                                        | 2                                        | 0                                        | 1                                        | 7                                        | 3                                        |
| 1982                                     | переможець                               | 1-е                                      | 4                                        | 4                                        | 0                                        | 0                                        | 15                                       | 4                                        |
| 1985                                     | переможець                               | 1-е                                      | 5                                        | 5                                        | 0                                        | 0                                        | 20                                       | 4                                        |
| 1986                                     | переможець                               | 1-е                                      | 4                                        | 3                                        | 1                                        | 0                                        | 16                                       | 1                                        |
| 1988                                     | переможець                               | 1-е                                      | 4                                        | 4                                        | 0                                        | 0                                        | 16                                       | 3                                        |
| 1990                                     | переможець                               | 1-е                                      | 4                                        | 4                                        | 0                                        | 0                                        | 22                                       | 0                                        |
| 1992                                     | не брала участь                          | не брала участь                          | не брала участь                          | не брала участь                          | не брала участь                          | не брала участь                          | не брала участь                          | не брала участь                          |
| 1994                                     | переможець                               | 1-е                                      | 5                                        | 5                                        | 0                                        | 0                                        | 29                                       | 0                                        |
| 1997                                     | переможець                               | 1-е                                      | 4                                        | 4                                        | 0                                        | 0                                        | 25                                       | 1                                        |
| 1998                                     | переможець                               | 1-е                                      | 5                                        | 5                                        | 0                                        | 0                                        | 23                                       | 2                                        |
| 2001                                     | переможець                               | 1-е                                      | 7                                        | 6                                        | 0                                        | 1                                        | 50                                       | 3                                        |
| 2003                                     | переможець                               | 1-е                                      | 4                                        | 4                                        | 0                                        | 0                                        | 23                                       | 0                                        |
| 2005                                     | переможець                               | 1-е                                      | 5                                        | 5                                        | 0                                        | 0                                        | 46                                       | 5                                        |
| Усього                                   | 13/15                                    | 12 перемог                               | 57                                       | 54                                       | 1                                        | 2                                        | 308                                      | 28                                       |

### Юнацький чемпіонат АФФ з футболу (U-19)
| Статистика на юнацьких чемпіонатах АФФ | Статистика на юнацьких чемпіонатах АФФ | Статистика на юнацьких чемпіонатах АФФ | Статистика на юнацьких чемпіонатах АФФ | Статистика на юнацьких чемпіонатах АФФ | Статистика на юнацьких чемпіонатах АФФ | Статистика на юнацьких чемпіонатах АФФ | Статистика на юнацьких чемпіонатах АФФ | Статистика на юнацьких чемпіонатах АФФ |                        |
| Рік                                    | Результат                              | Місце                                  | І                                      | В                                      | Н                                      | П                                      | Г+                                     | Г-                                     |                        |
| -------------------------------------- | -------------------------------------- | -------------------------------------- | -------------------------------------- | -------------------------------------- | -------------------------------------- | -------------------------------------- | -------------------------------------- | -------------------------------------- | ---------------------- |
| 2006                                   | переможець                             | 1-е                                    | 3                                      | 3                                      | 0                                      | 0                                      | 8                                      | 0                                      |                        |
| 2007                                   | відмовилися від участі                 | відмовилися від участі                 | відмовилися від участі                 | відмовилися від участі                 | відмовилися від участі                 | відмовилися від участі                 | відмовилися від участі                 | відмовилися від участі                 | відмовилися від участі |
| 2008                                   | переможець                             | 1-е                                    | 3                                      | 2                                      | 1                                      | 0                                      | 5                                      | 2                                      |                        |
| 2009                                   | віце-чемпіон                           | 2-е                                    | 5                                      | 2                                      | 2                                      | 1                                      | 11                                     | 4                                      |                        |
| 2010                                   | переможець                             | 1-е                                    | 3                                      | 2                                      | 1                                      | 0                                      | 6                                      | 2                                      |                        |
| 2011                                   | відмовилися від участі                 | відмовилися від участі                 | відмовилися від участі                 | відмовилися від участі                 | відмовилися від участі                 | відмовилися від участі                 | відмовилися від участі                 | відмовилися від участі                 | відмовилися від участі |
| 2012                                   | третє місце                            | 3-є                                    | 3                                      | 1                                      | 0                                      | 2                                      | 6                                      | 6                                      |                        |
| 2013                                   | знялася                                | знялася                                | знялася                                | знялася                                | знялася                                | знялася                                | знялася                                | знялася                                | знялася                |
| 2014                                   | груповий етап                          | 5-е                                    | 2                                      | 0                                      | 0                                      | 2                                      | 3                                      | 5                                      |                        |
| 2015                                   | знялася                                | знялася                                | знялася                                | знялася                                | знялася                                | знялася                                | знялася                                | знялася                                | знялася                |
| 2016                                   | переможець                             | 1-е                                    | 7                                      | 6                                      | 0                                      | 1                                      | 21                                     | 10                                     |                        |
| 2017                                   | відмовилися від участі                 | відмовилися від участі                 | відмовилися від участі                 | відмовилися від участі                 | відмовилися від участі                 | відмовилися від участі                 | відмовилися від участі                 | відмовилися від участі                 |                        |
| 2018                                   | відмовилися від участі                 | відмовилися від участі                 | відмовилися від участі                 | відмовилися від участі                 | відмовилися від участі                 | відмовилися від участі                 | відмовилися від участі                 | відмовилися від участі                 |                        |
| 2019                                   | переможець                             | 1-е                                    | 7                                      | 6                                      | 0                                      | 1                                      | 20                                     | 7                                      |                        |
| Усього                                 | 8/12                                   | 5 перемог                              | 33                                     | 22                                     | 4                                      | 5                                      | 80                                     | 36                                     |                        |